# سیارک ۷۵۰۹
سیارک ۷۵۰۹ (به انگلیسی: 7509 Gamzatov، نامگذاری:1977EL) هفت هزار و پانصد و نهمین سیارک کشف شده‌است که در ۹ مارس ۱۹۷۷ کشف شد.
قدر مطلق سیارک برابر ۱۳٫۹۰ است.